# Aldershot
Aldershot è uno dei due nuclei urbani che formano il municipio di Rushmoor nell'Hampshire, in Inghilterra. È conosciuta come "Home of the British Army".